# Hydroporus foveolatus
Hydroporus foveolatus is een keversoort uit de familie waterroofkevers (Dytiscidae). De wetenschappelijke naam van de soort is voor het eerst geldig gepubliceerd in 1839 door Heer.